# Luís V da Baviera
Luís V da Baviera (maio de 1315 - Zorneding, 18 de setembro de 1361) foi Duque da Baviera e também marquês de Brandemburgo e conde de Tirol como Luís I. Luís era o filho mais velho de  Imperador Luís IV e da sua primeira esposa, Beatriz da Silésia. Ele era um membro da Casa de Wittelsbach.

## Biografia
Luís foi marquês de Brandemburgo de 1323 em diante, quando ele recebeu o país como um feudo do seu pai.
O governo da Casa de Wittelsbach em Brandemburgo nunca teve muita popularidade. Como consequência do assassinato do prepósito, Nicolau de Bernau pelos cidadãos de Berlim em 1325, a cidade foi castigada com um interdito papal. De 1328 em diante, Luís esteve em guerra contra o Ducado da Pomerânia que  se afirmava como um feudo e o conflito não terminou antes de 1333, quando ele teve que renunciar.
A fim de adquirir o Tirol para a Casa de Wittelsbach, Luís V casou-se com Margarida Maultasch em 1342, antes de ela se divorciar do seu marido anterior, João Henrique de Luxemburgo. Este era um irmão do  Imperador Carlos IV, e filho de João I da Boémia, que tinha deposto o pai de Margarida, Henrique VI da Caríntia como o rei da Boémia em 1310. Guilherme de Ockham e Marsílio de Pádua defenderam este primeiro "casamento civil" na Idade Média. O Papa, no entanto, excomungou o casal. O escândalo era conhecido em toda a Europa. O Tirol também acabou por ser punido com uma interdição.
Quando o pai de Luís morreu em 1347, este sucedeu-lhe como Duque da Baviera juntamente com seus cinco irmãos. Em 1349, a Baviera e os bens de Wittelsbach nos Países Baixos foram divididos.
Luís não estava apto para a coroa alemã e o seu partido tentou mover Frederico II de Meissen para a aceitação da coroa alemã, no entanto, ele desconfiava da inconstância dos seus eleitores e indeferiu o pedido. Luís então negociou com o aliado do seu pai, Eduardo III de Inglaterra para competir contra o novo rei alemão  Carlos IV. Eduardo foi eleito a 10 de Janeiro 1348, em Lahnstein, mas demitiu-se quatro meses depois. Finalmente, Günther von Schwarzburg foi eleito como anti-rei, em 1349. Luís V resistiu a Carlos IV, embora a realeza de Günther von Schwarzburg tivesse falhado. Ele conseguiu manter todos os bens para a Casa de Wittelsbach até à sua morte.
Primeiro, Luís repeliu com êxito um ataque de Carlos IV, contra Tirol, em 1347. Aliado à Dinamarca e à Pomerânia, Luís V, em seguida, fez uma revolta (1348 - 1350) causada pelo "Falso Valdemar," um impostor que alegou Brandemburgo e tinha o apoio de várias cidades e de Carlos IV. A guerra civil causou uma enorme devastação em Brandemburgo. Em Março de 1350, Luís chegou a um acordo com Carlos e o conflito terminou.
Em 1349 e 1351, Luís emitiu dois decretos para aliviar as consequências da Peste negra, que entretanto se espalhara pela Europa.
Luís V abdicou, em Dezembro de 1351, de Brandemburgo a favor dos seus irmãos Luís VI da Baviera e Otão V da Baviera, em troca do governo de Luís V, sozinho, da Alta Baviera. Luís então combinou a administração da Baviera e do Tirol.
Com a Bula Dourada de 1356, apenas o ramo de Wittelsbach-Palatinado e Luís VI (como marquês de Brandemburgo), foram investidos com a  dignidade eleitoral , o que causou um novo conflito entre Luís V e Carlos IV.
Luís tinha boas relações com os seus parentes Habsburgo. Com o seu apoio, Luís e sua esposa Margarida foram absolvidos da excomunhão, em 1359. Luís morreu subitamente, em Setembro de 1361, durante uma viagem para Munique a partir de Tirol, e foi sucedido pelo seu filho Meinardo.
Ele está enterrado no  Frauenkirche em Munique.

## Casamento e descendência
Ele foi casado duas vezes:

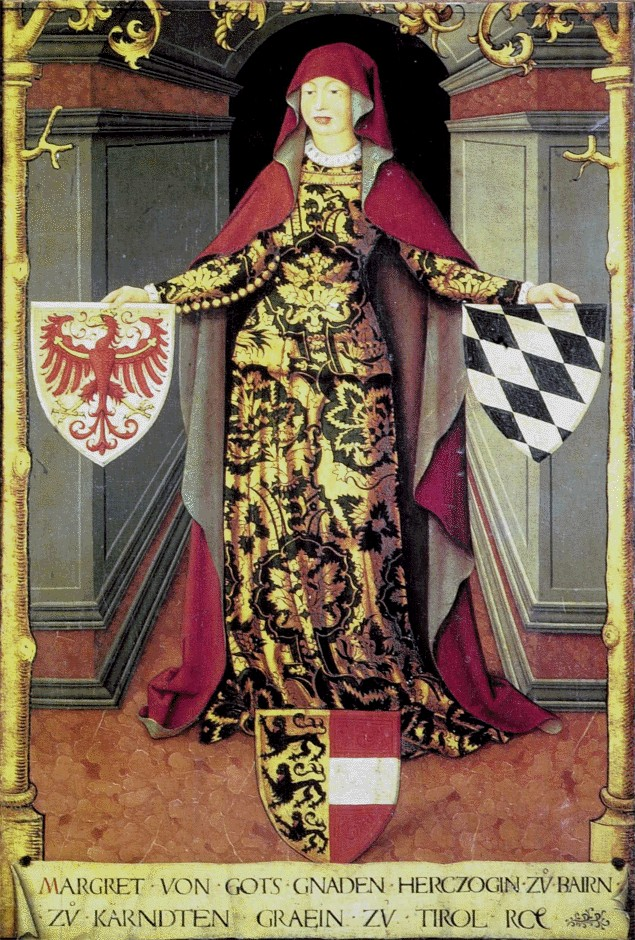
Representação de Margarida Maultasch, segunda esposa de Luís V.

1. 1324: Margarida da Dinamarca (1305-1340), filha do rei Cristóvão II da Dinamarca
  1. Isabel da Baviera (1326? -1345?)
2. 1342: Margarida Maultasch (1318-1369), filha de Henrique da Caríntia
  1. Hermann da Baviera (Mar 1343-1360)
  2. Meinardo (9 de Fevereiro de 1344 em Landshut -13 de Janeiro de 1363, Castelo Tirol), 1359 casado com Margarida de Habsburgo (1346-1366), filha de Alberto II, Duque da Áustria
  3. Filha
  4. Filha